# Shuswap Lake Park
Shuswap Lake Park är en park i Kanada.   Den ligger i provinsen British Columbia, i den södra delen av landet, 3 300 km väster om huvudstaden Ottawa. Shuswap Lake Park ligger 348 meter över havet.
Terrängen runt Shuswap Lake Park är varierad. Runt Shuswap Lake Park är det mycket glesbefolkat, med 2 invånare per kvadratkilometer.. Närmaste större samhälle är Chase, 19,8 km sydväst om Shuswap Lake Park. 
I omgivningarna runt Shuswap Lake Park växer i huvudsak barrskog.